# Alnabat
Alnabat è un comune dell'Azerbaigian situato nel distretto di Gədəbəy. Conta una popolazione di 1 295 abitanti.